# Diplonaevia trichophori
Diplonaevia trichophori är en svampart som först beskrevs av Franz Petrak, och fick sitt nu gällande namn av B. Hein 1983. Enligt Catalogue of Life ingår Diplonaevia trichophori i släktet Diplonaevia, ordningen disksvampar, klassen Leotiomycetes, divisionen sporsäcksvampar och riket svampar, men enligt Dyntaxa är tillhörigheten istället släktet Diplonaevia, familjen Dermateaceae, ordningen disksvampar, klassen Leotiomycetes, divisionen sporsäcksvampar och riket svampar. Arten är reproducerande i Sverige. Inga underarter finns listade i Catalogue of Life.